# オゾラリズマブ
オゾラリズマブ (ozoralizumab, 製品名 ナノゾラ, Nanozora) は腫瘍壊死因子α (TNFα)に対する抗体製剤。Ablynx社のナノボディ技術を用いて製造される。
オゾラリズマブはアブリンクス社よりワイス株式会社（現ファイザー株式会社）へ 2006 年 11 月に導出されたが、2011 年 11 月にワイス社から全世界における開発・販売権が返還された。その後、2015 年 6 月に大正製薬株式会社が日本での開発・販売権を取得し、2022年に製造承認を得た。

## 効能または効果
既存治療で効果不十分な関節リウマチ